# Vic Hadfield
Pour les articles homonymes, voir Hadfield.
Victor Edward Hadfield (né le 4 octobre 1940 à Oakville, en Ontario, au Canada) est un joueur professionnel canadien de hockey sur glace qui évoluait au poste d'ailier gauche.

## Biographie

### Débuts
Lors de sa carrière junior avec les Teepees de Saint Catharines dans l'association de hockey de l'Ontario, Hadfield se forge une réputation d'homme fort en récoltant régulièrement plus de minutes de pénalité que de points. En 1960, les Teepees gagnent le trophée George T. Richardson remis aux champions de l'est du Canada ; cette récompense leur permet de disputer la coupe Memorial qu'ils remportent contre les Oil Kings d'Edmonton. Sous contrat avec les Black Hawks de Chicago de la Ligue nationale de hockey (LNH), il joue la saison suivante dans la Ligue américaine de hockey avec les Bisons de Buffalo, club école des Black Hawks. Le 13 juin 1961, il est réclamé par les Rangers de New York lors d'un repêchage intra-ligue,.
Au cours de ses deux premières saisons avec les Rangers, il joue un total de soixante-quatorze rencontres dans la LNH, dont quatre lors des séries éliminatoires de 1962. Devenu titulaire de l'équipe en 1963-1964, saison où il totalise un record personnel de 151 minutes de pénalité en soixante-neuf matchs, il participe au Match des étoiles en 1965 et met en avant ses qualités de buteur grâce à un bâton plus incurvéqui lui permet d'atteindre pour la première fois les vingt buts marqués en saison régulière en 1967-1968. Emile Francis, le directeur général de l'équipe, décide alors de placer Hadfield sur la même ligne d'attaque que Jean Ratelle et Rod Gilbert ; cette ligne reçoit bientôt le surnom de Goal a Game line (en français : « la ligne qui marque un but par match ») car sa moyenne de but par saison est supérieure à un but par match. Après trois saisons régulières de vingt buts ou plus, il égale le record de buts en séries éliminatoires pour un joueur des Rangers avec huit buts marqués dont un coup du chapeau contre Toronto en 1971. L'été suivant, le capitaine Bob Nevin est échangé aux North Stars du Minnesota et Hadfield est nommé à sa place.

### Saison 1971-1972
La première partie de la saison 1971-1972 est une réussite pour les Rangers et leur nouveau capitaine : fin janvier, ils sont en tête de la ligue et de la division Est, à égalité avec les Bruins de Boston et les trois joueurs de la GAG line, qui sont tous les trois parmi les meilleurs buteurs de la ligue, sont invités au Match des étoiles. Début mars, le trio est cependant privé d'un membre lorsque Ratelle, qui est alors le deuxième pointeur de la ligue derrière Phil Esposito, a la cheville brisée par un tir de son coéquipier Dale Rolfe lors d'un match contre les Golden Seals de la Californie. Après la perte de leur coéquipier, Gilbert, qui comptait alors 39 buts marqués, n'en inscrit plus que quatre pour terminer la saison avec un total de quarante-trois ; Hadfield, qui en comptait quant à lui 41, inscrit sept buts supplémentaires pour atteindre un total de 48 avant le dernier match de la saison. Bien que blessé aux deux pouces et alors que les Rangers sont assurés de terminer à la deuxième place de leur division, Hadfield joue ce dernier match contre les Canadiens de Montréal, futurs adversaires des Rangers en séries. Au milieu de la deuxième période, Hadfield marque son 49e but sur une passe de Gilbert et un peu plus de cinq minutes avant la fin de la rencontre, il marque le cinquième but de son équipe et devient le premier joueur des Rangers et le sixième joueur de l'histoire de la ligue nationale de hockey à inscrire cinquante buts en une saison. Seuls Maurice Richard, Bobby Hull, Phil Esposito, qui termine meilleur buteur de la saison avec soixante-six buts marqués, Johnny Bucyk et Bernard Geoffrion ont réussi à atteindre ce score avant lui. Les trois coéquipiers de la GAG line qui ont marqué un total de 139 buts et 312 points sont classés parmi les sept meilleurs buteurs, les six meilleurs passeurs et les cinq meilleurs pointeurs de la ligue ; Hadfield, pour sa part, termine deuxième buteur de la saison derrière Esposito, quatrième passeur et pointeur derrière Esposito, Orr et Ratelle.
Lors des séries, les Rangers éliminent les Canadiens en six matches au cours desquels Hadfield marque quatre buts, puis les Black Hawks de Chicago en quatre matches, avec un but de Hadfield. Ils atteignent la finale de la coupe Stanley pour la première fois depuis la saison 1949-1950 où ils retrouvent les Bruins, vainqueurs de leur division et champions de la saison régulière. Le premier match se solde par une défaite 5-6 pour les Rangers, Hadfield y marque le troisième but de son équipe et son dernier de la saison. Les Bruins gagnent ensuite les deuxième, quatrième et sixième matches pour remporter la cinquième coupe Stanley de leur histoire. Hadfield termine les séries avec 7 buts, 9 aides et 16 points marqués ; il est élu dans la deuxième équipe d'étoiles de la LNH en compagnie de Ratelle alors que Gilbert est élu dans la première.

### Fin de carrière et reconversion
En août 1972, profitant de son succès, Hadfield signe un contrat d'un million de dollars portant sur cinq ans avec les Rangers. Les trois joueurs de la GAG line sont ensuite sélectionnés dans l'équipe canadienne pour participer à la série du siècle qui oppose les Canadiens à l'équipe d'URSS en septembre. Hadfield ne dispute que deux des quatre premiers matchs joués au Canada sans marquer le moindre point. Alors que l'équipe se rend en URSS pour disputer les quatre derniers matches, les entraîneurs annoncent que le groupe de joueurs est réduit à une vingtaine, laissant ainsi une quinzaine d'entre eux sur la touche pour le reste de la compétition. Hadfield qui fait partie de ces joueurs qui ne peuvent même pas s'entraîner avec l'équipe décide alors de rentrer au Canada. Connu jusque-là comme un farceur au sein de l'équipe des Rangers en raison des nombreuses blagues qu'il faisait à ses coéquipiers, sa réputation auprès du public est ternie par cette défection.
Il passe deux saisons supplémentaires avec les Rangers mais ses performances chutent, passant de 106 à 62 puis 55 points marqués. En proie à des difficultés financières, les Rangers l'échangent le 27 mai 1974 en retour de Nick Beverley aux Penguins de Pittsburgh. Il quitte New York en étant alors le quatrième pointeur de l'histoire de la franchise, derrière ses deux coéquipiers de la GAG line et Andy Bathgate ; il est aussi le seul joueur à avoir inscrit 50 buts en une saison, record qui n'est battu que 22 ans plus tard par Adam Graves en 1994.
Les Penguins terminent troisièmes de la division Norris à l'issue de la saison 1974-1975 et se qualifient ainsi pour les séries. Avec soixante-treize points, Hadfield est le quatrième pointeur de l'équipe derrière Ron Schock premier pointeur de l'équipe avec quatre-vingt-six réalisations. Après avoir battu les Blues de Saint-Louis en deux rencontres, les Penguins mènent leur série de deuxièmea ronde 3-0 contre les Islanders de New York avant que ces derniers ne se reprennent et éliminent Pittsburgh en sept rencontres. Hadfield est mis en avant par l'organisation des Penguins en recevant le  A.T. Caggiano Booster Club Award, trophée interne de l'équipe récompensant le joueur avec le plus d'étoiles à la fin des rencontres à domicile.
Toujours troisièmes de la division Norris en 1975-1976, les Penguins et Hadfield jouent les séries éliminatoires mais cette année perdent dès le premier tour 2-1 contre les Maple Leafs de Toronto. Hadfield compte soixante-cinq points à la fin de la saison, le septième total de l'équipe qui est menée par Pierre Larouche auteur de cent-onze points et également cinquième meilleur pointeur de la LNH. Hadfield commence la saison suivante avec l'équipe de Pittsburgh mais au bout de neuf rencontres jouées, il subit une blessure au genou qui le force à mettre fin à sa carrière.
Retraité du hockey, Hadfield ne quitte cependant pas le monde du sport. Il devient propriétaire d'un parcours de golf qu'il revend en 1985. Il acquiert ensuite un centre d'entraînement en Ontario et il organise annuellement un tournoi sur une journée destiné à récolter des fonds pour la fondation Daniela Maria Arturi contre l'Anémie de Blackfan-Diamond.

## Statistiques
| Saison     | Équipe                      | Ligue           |       | Saison régulière | Saison régulière | Saison régulière | Saison régulière | Saison régulière |    | Séries éliminatoires | Séries éliminatoires | Séries éliminatoires | Séries éliminatoires | Séries éliminatoires |
| Saison     | Équipe                      | Ligue           | PJ    | B                | A                | Pts              | Pun              | PJ               | B  | A                    | Pts                  | Pun                  |                      |                      |
| 1958-1959  | Teepees de Saint Catharines | OHA             | 51    | 6                | 14               | 20               | 72               | 7                | 1  | 2                    | 3                    | 12                   |                      |                      |
| 1959-1960  | Teepees de Saint Catharines | OHA             | 48    | 19               | 34               | 53               | 130              | 17               | 11 | 13                   | 24                   | 84                   |                      |                      |
| 1959-1960  | Bisons de Buffalo           | LAH             | 1     | 0                | 0                | 0                | 0                |                  |    |                      |                      |                      |                      |                      |
| 1960       | Teepees de Saint Catharines | Coupe Memorial  |       |                  |                  |                  |                  | 14               | 6  | 8                    | 14                   | 60                   |                      |                      |
| 1960-1961  | Bisons de Buffalo           | LAH             | 62    | 5                | 16               | 21               | 111              | 3                | 0  | 0                    | 0                    | 11                   |                      |                      |
| 1961-1962  | Rangers de New York         | LNH             | 44    | 3                | 1                | 4                | 22               | 4                | 0  | 0                    | 0                    | 2                    |                      |                      |
| 1962-1963  | Rangers de New York         | LNH             | 36    | 5                | 6                | 11               | 32               |                  |    |                      |                      |                      |                      |                      |
| 1962-1963  | Clippers de Baltimore       | LAH             | 29    | 10               | 9                | 19               | 84               |                  |    |                      |                      |                      |                      |                      |
| 1963-1964  | Rangers de New York         | LNH             | 69    | 14               | 11               | 25               | 151              |                  |    |                      |                      |                      |                      |                      |
| 1964-1965  | Rangers de New York         | LNH             | 70    | 18               | 20               | 38               | 102              |                  |    |                      |                      |                      |                      |                      |
| 1965-1966  | Rangers de New York         | LNH             | 67    | 16               | 19               | 35               | 112              |                  |    |                      |                      |                      |                      |                      |
| 1966-1967  | Rangers de New York         | LNH             | 69    | 13               | 20               | 33               | 80               | 4                | 1  | 0                    | 1                    | 17                   |                      |                      |
| 1967-1968  | Rangers de New York         | LNH             | 59    | 20               | 19               | 39               | 45               | 6                | 1  | 2                    | 3                    | 6                    |                      |                      |
| 1968-1969  | Rangers de New York         | LNH             | 73    | 26               | 40               | 66               | 108              | 4                | 2  | 1                    | 3                    | 2                    |                      |                      |
| 1969-1970  | Rangers de New York         | LNH             | 71    | 20               | 34               | 54               | 69               |                  |    |                      |                      |                      |                      |                      |
| 1970-1971  | Rangers de New York         | LNH             | 63    | 22               | 22               | 44               | 38               | 12               | 8  | 5                    | 13                   | 46                   |                      |                      |
| 1971-1972  | Rangers de New York         | LNH             | 78    | 50               | 56               | 106              | 142              | 16               | 7  | 9                    | 16                   | 22                   |                      |                      |
| 1972       | Canada                      | Série du siècle | 2     | 0                | 0                | 0                | 0                |                  |    |                      |                      |                      |                      |                      |
| 1972-1973  | Rangers de New York         | LNH             | 63    | 28               | 34               | 62               | 60               | 9                | 2  | 2                    | 4                    | 11                   |                      |                      |
| 1973-1974  | Rangers de New York         | LNH             | 77    | 27               | 28               | 55               | 75               | 6                | 1  | 0                    | 1                    | 0                    |                      |                      |
| 1974-1975  | Penguins de Pittsburgh      | LNH             | 78    | 31               | 42               | 73               | 72               | 9                | 4  | 2                    | 6                    | 0                    |                      |                      |
| 1975-1976  | Penguins de Pittsburgh      | LNH             | 76    | 30               | 35               | 65               | 46               | 3                | 1  | 0                    | 1                    | 11                   |                      |                      |
| 1976-1977  | Penguins de Pittsburgh      | LNH             | 9     | 0                | 2                | 2                | 0                |                  |    |                      |                      |                      |                      |                      |
| Totaux LNH | Totaux LNH                  | Totaux LNH      | 1 002 | 323              | 389              | 712              | 1 154            | 73               | 27 | 21                   | 48                   | 117                  |                      |                      |